# 科夫罗夫
56°22′N 41°20′E / 56.367°N 41.333°E
科夫罗夫（俄语：Ковро́в）是俄罗斯弗拉基米尔州的一个城市，位於克利亞濟馬河畔。根据2002年人口普查统计，该市有人口155,499人，是該州第二大城市。
1778年建市。位於莫斯科—下新城鐵路上，也有鐵路連接穆羅姆。

## 姐妹城市
- 白俄羅斯布列斯特